# سولیمان
سولیمان (به مجاری:  Szulimán) یک منطقهٔ مسکونی در مجارستان است که در ناحیه سیگت‌وار واقع شده‌است. سولیمان ۲۱۹ نفر جمعیت دارد.